# منشأة ربيع
قرية منشاة ربيع هي إحدى القرى التابعة لمركز أطسا في محافظة الفيوم في جمهورية مصر العربية. حسب إحصاءات سنة 2006، بلغ إجمالي السكان في منشاة ربيع 4451 نسمة، منهم 2304 رجل و2147 امرأة.